# Colletes dlusskyi
Colletes dlusskyi (лат.) — вид пчел рода Colletes из семейства Colletidae. Азербайджан (Нахичеванская Автономная Республика).

## Описание
Длина тела 9 мм. Основная окраска покровов чёрная, тело покрыто многочисленными волосками беловато-жёлтого цвета. Мандибулы красновато-коричневые. Голова (кроме клипеуса и глаз) с длинными беловатыми волосками. Скутеллюм спереди гладкий и блестящий. Крылья прозрачные с желтоватым оттенком, жилки темно-коричневые. Биологические особенности не известны. Вид был впервые описан в 2015 году британским энтомологом М. Кульманном (Department of Life Sciences, The Natural History Museum, Лондон, Великобритания) и российским гименоптерологом М. Ю. Прощалыкиным (Биолого-почвенный институт ДВО РАН, Владивосток, Россия). Таксон C. dlusskyi принадлежит к мелким видам (< 10 мм) из видовой группы C. squamosus-group, но отличается от них более мелкой и редкой пунктировкой тергитов брюшка. Видовое название дано в честь крупного российского мирмеколога профессора Геннадия Михайловича Длусского (1937—2014).